# Piedicroce
 Piedicroce  là một xã ở tỉnh Haute-Corse trên đảo Corse, Pháp. Xã này có diện tích 3,27 km², dân số năm 1999 là 117 người. Khu vực này có độ cao 636 mét trên mực nước biển.